# Cis melliei
Cis melliei là một loài bọ cánh cứng trong họ Ciidae. Loài này được Coquerel miêu tả khoa học năm 1849.